# Фирсова, Вера Михайловна
Ве́ра Миха́йловна Фи́рсова (Варша́вская; 30 августа 1918, Суздаль, РСФСР — 9 декабря 1993, Москва, Россия) — русская советская певица (лирико-колоратурное сопрано). Народная артистка РСФСР (1956).

## Биография
Родилась в г. Суздале. Училась в средней школе в Суздале, в библиотечном техникуме во Владимире; работала в Центральной городской библиотеке, в библиотеке Владимирского химического техникума. Участвовала в самодеятельности, пела в хоре, занималась на курсах для взрослых Владимирской музыкальной школы у педагога Е. Н. Рябовой. В годы Великой Отечественной войны участвовала в концертных бригадах, выезжавших на фронт.
Окончила Ивановское музыкальное училище по классу вокала  Елены Георгиевны Архангельской  и  в 1947 Московскую консерваторию (кл. Н. Г. Райского). В 1947, после окончания консерватории, была принята по конкурсу в Большой театр СССР солисткой оперы. В 1947—1972 солистка Большого театра, консультант стажёрской группы (1977—1983). За это время исполняла все партии колоратурного сопрано и некоторые партии лирического сопрано всех спектаклей репертуара театра.
После ухода из театра в 1972 году преподавала в театральных вузах.

## Некоторые партии
- Розина («Севильский цирюльник» Дж. Россини),
- Снегурочка («Снегурочка» Н. А. Римского-Корсакова),
- Антонида («Иван Сусанин» М. И. Глинки),
- Людмила («Руслан и Людмила» М. И. Глинки)
- Марфа («Царская невеста» Н. А. Римского-Корсакова)
- Волхова («Садко» Н. А. Римского-Корсакова)
- Царевна-Лебедь («Сказка о царе Салтане» Н. А. Римского-Корсакова)
- Джильда («Риголетто» Дж. Верди)
- Виолетта («Травиата» Дж. Верди)
- Прилепа («Пиковая дама» П.И.Чайковского)

## Память

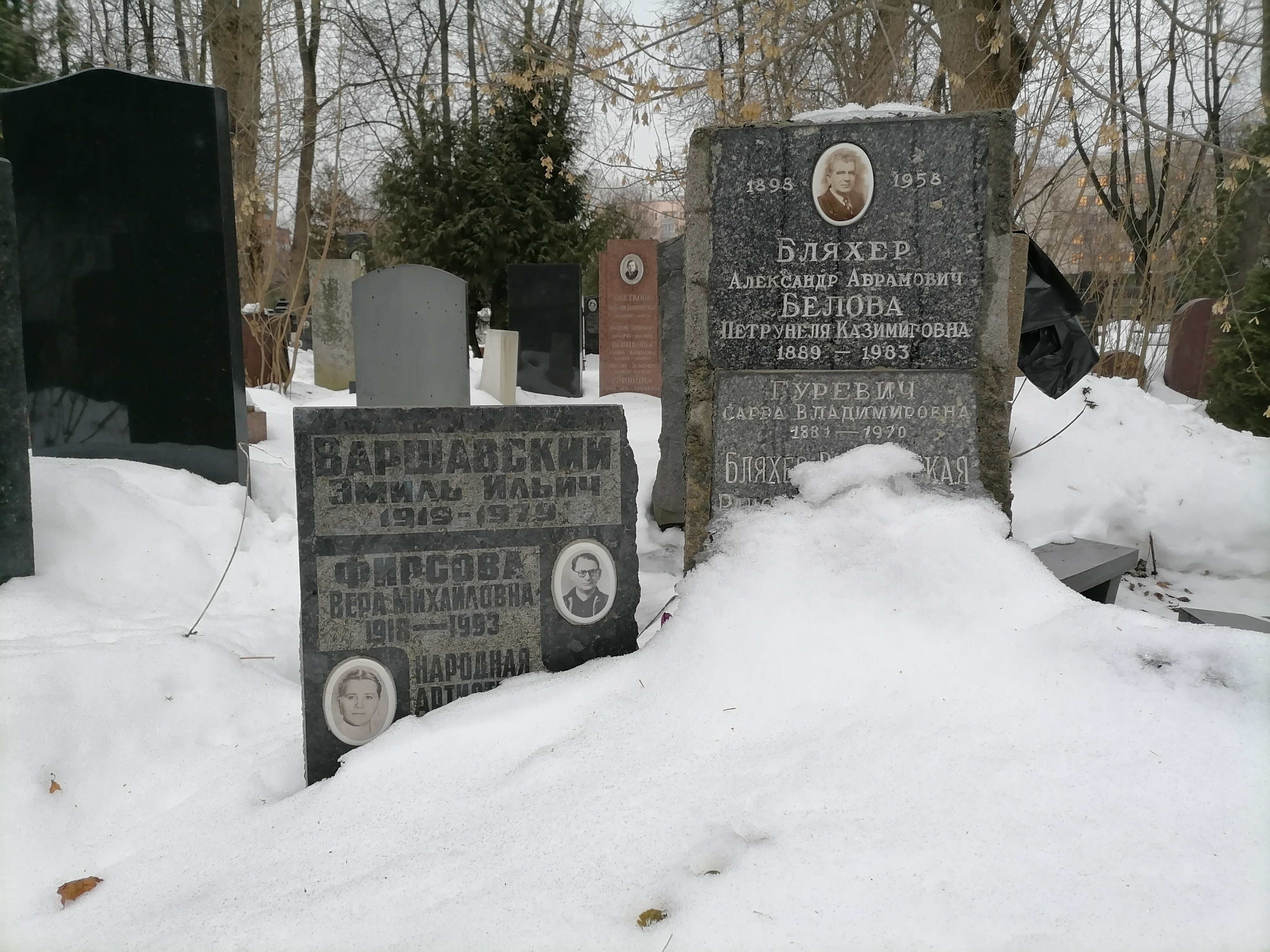
Могила на Донском кладбище

Скончалась 9 декабря 1993 года в Москве, похоронена на Донском кладбище (1 уч.).
На родине, в Суздале, постоянно устраиваются памятные встречи в её честь (См. «В Суздале вспоминают уникальную певицу Веру Фирсову, 01.10.2008» (недоступная ссылка), авторы Элеонора Лемм, Александр Голубев): «О творчестве Веры Фирсовой написано многое, о её жизни — гораздо меньше. Дочь огородника, в 12 лет осталась круглой сиротой. Родилась здесь, в Суздале. В семье было 8 человек. Вера Фирсова классическую музыку услышала только в 20-летнем возрасте.<…> Её судьба — готовый киносценарий, только в стране советов могло быть такое, жизнь как чудо, как сказка, как песня»
На доме Фирсовой в Суздале установлена мемориальная доска.